# The Senator (árvore)

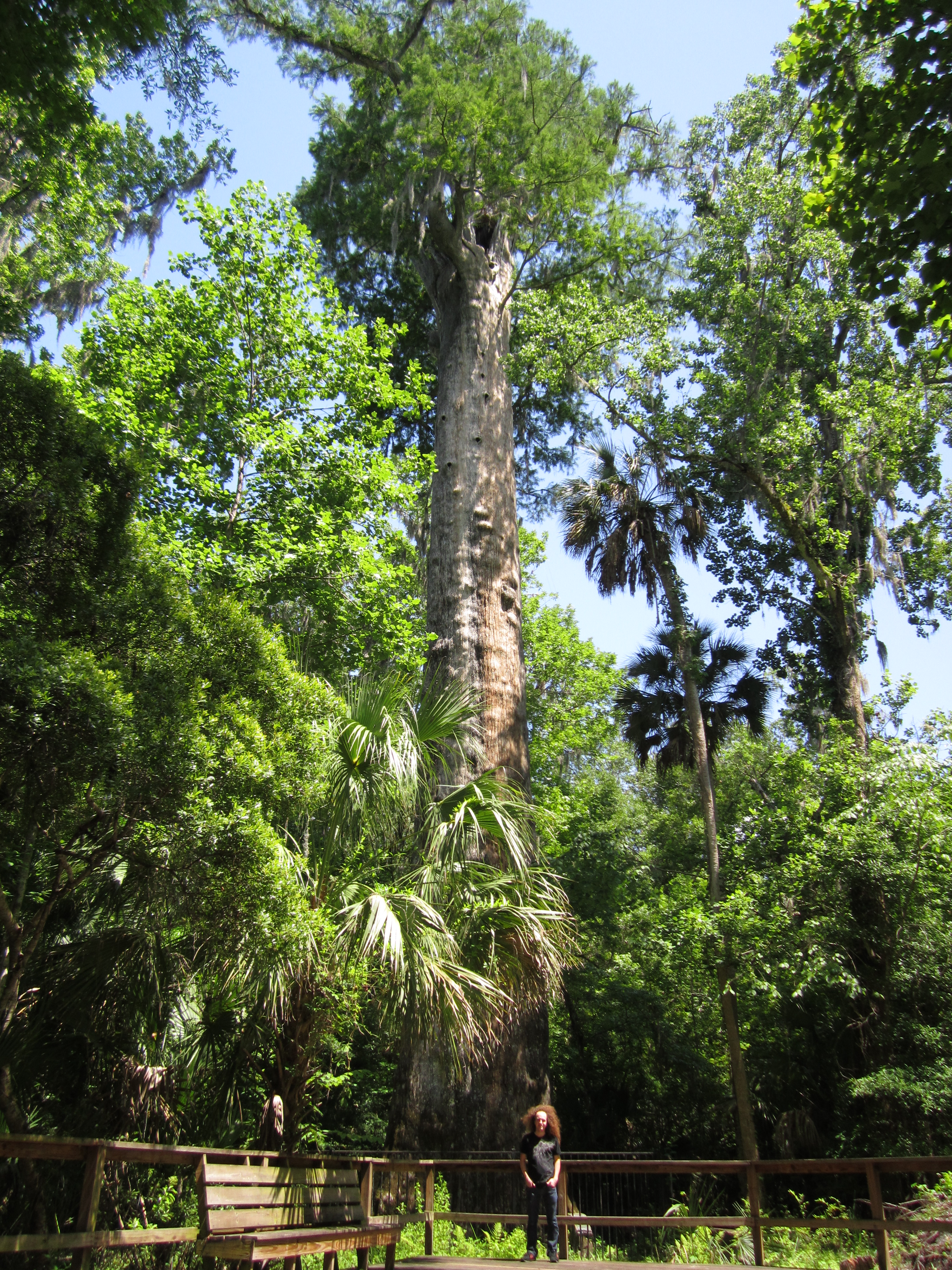
O senador em 2011

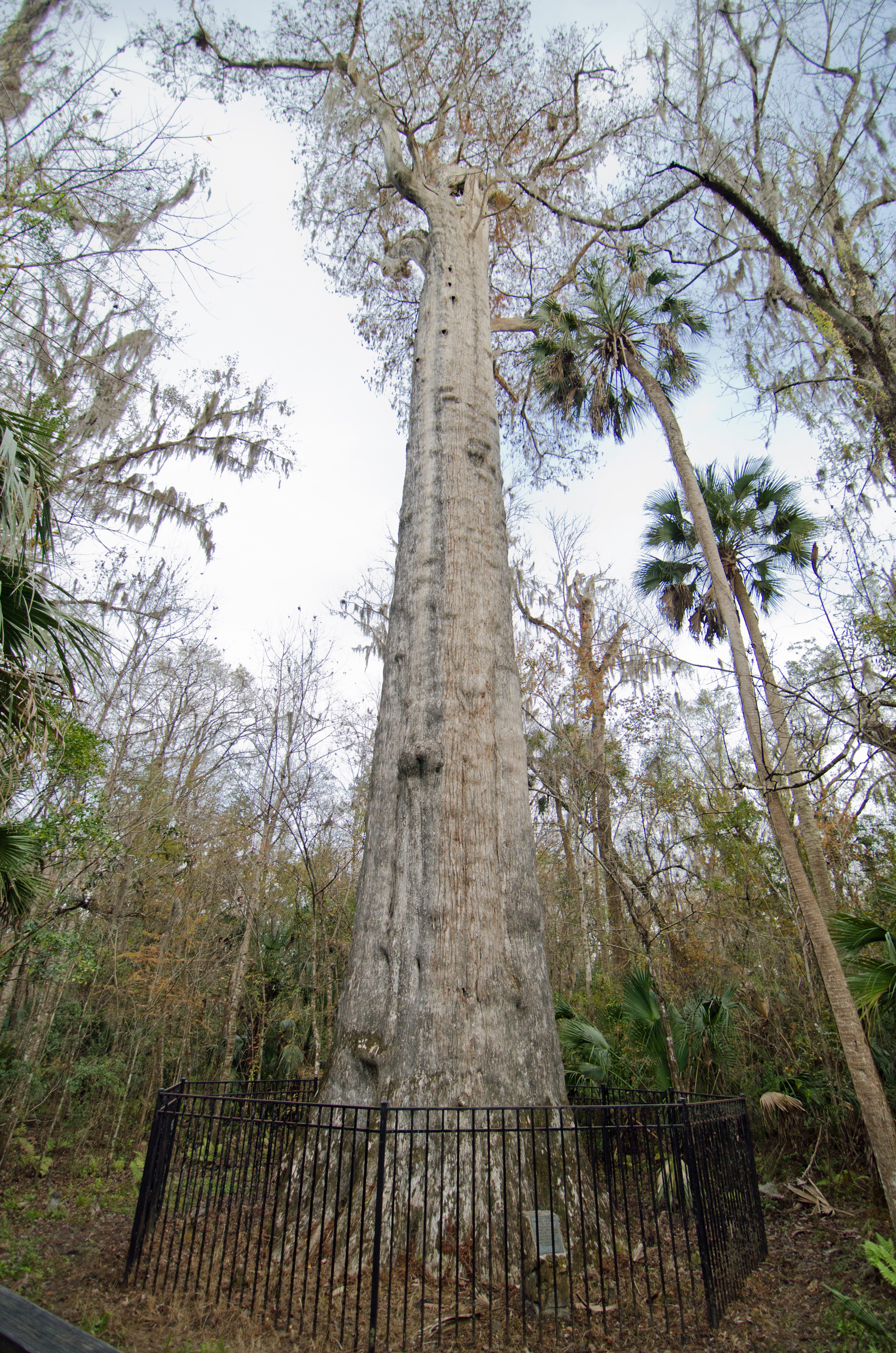
O senador em 2012

The Senator (em português: O Senador) foi o maior e mais antigo cipreste careca do mundo, localizado em Big Tree Park, Longwood, Flórida. No momento de seu desaparecimento em 2012, tinha 38 metros de altura, com um diâmetro de tronco de 5,3 metros. Pensou-se que a árvore foi destruída por um incêndio causado por um raio, mas mais tarde foi descoberto que o incêndio foi iniciado por um incendiário.

## Características
Em 1993, estimava-se que o senador tivesse 3.500 anos, sendo a quinta árvore mais antiga do mundo. O volume da árvore já havia sido estimado em 4 300 pé cúbico (120 m3), mas uma pesquisa realizada em 2006 por Will Blozan, da Native Tree Society, mediu o volume em mais de 5 100 pé cúbico (140 m3), tornando o senador não apenas o maior cipreste calvo dos Estados Unidos, mas também a maior árvore de qualquer espécie a leste do rio Mississippi.

## História

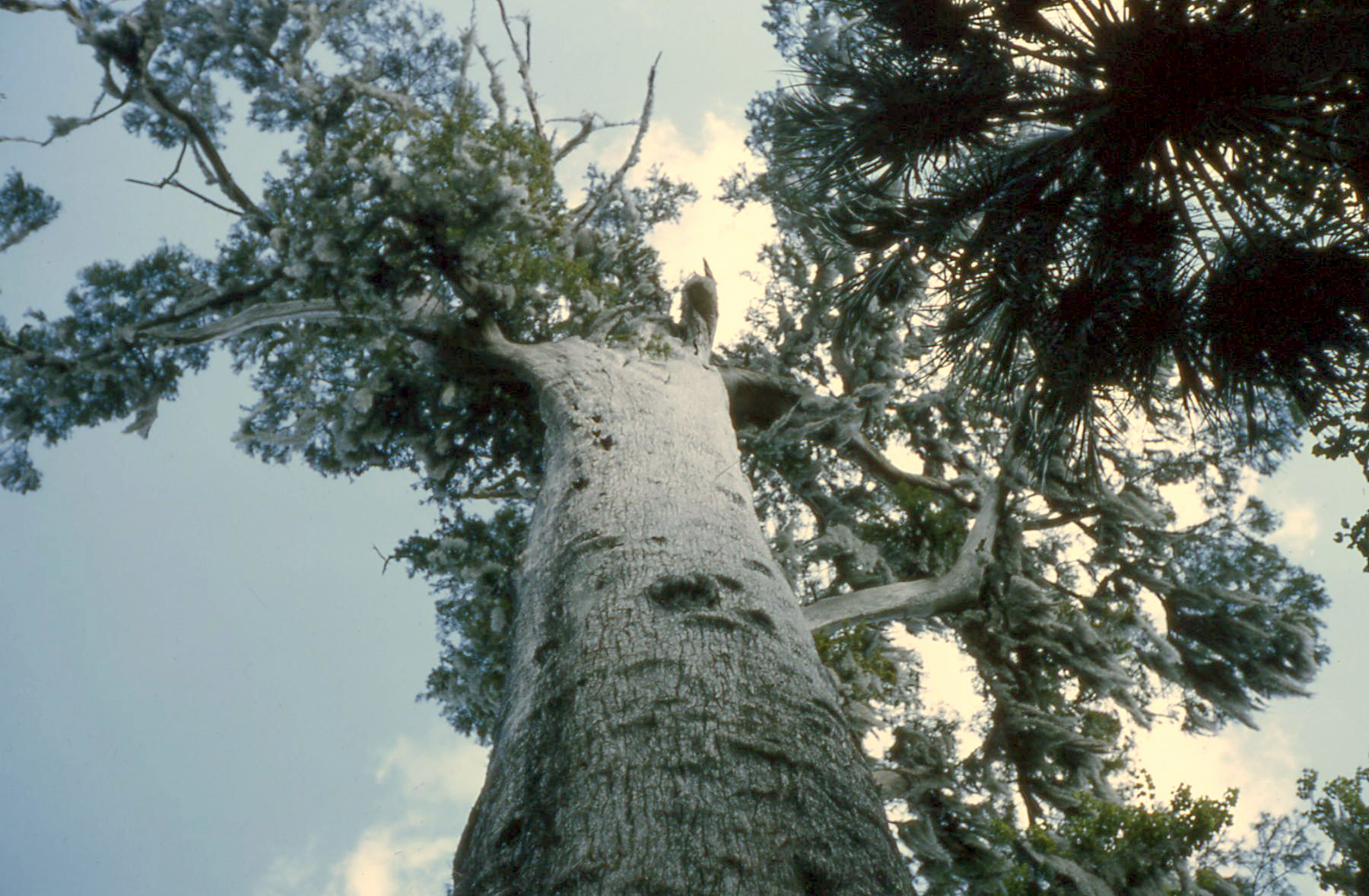
Olhando para cima da base do Senador, 1967

Os Seminoles e outros índios americanos nativos que viveram em toda a Flórida Central usaram essa árvore como um marco. No final do século XIX, a árvore atraiu visitantes, embora grande parte da terra ao redor fosse pântano; alcançar a árvore era feito pulando de um tronco para outro. Uma passarela foi posteriormente construída pela Works Progress Administration. Em 1925, um furacão destruiu o topo da árvore, reduzindo sua altura de 50 metros e 36 metros.
O senador foi nomeado em hmenagem ao senador estadual da Flórida, Moses Overstreet, que doou a árvore e as terras vizinhas ao Condado de Seminole para um parque em 1927. Em 1929, o ex-presidente dos Estados Unidos Calvin Coolidge visitou a árvore e dedicou o local com uma placa comemorativa de bronze. Uma foto publicada por Coolidge e sua esposa perto da árvore foi relatada pelo Orlando Sentinel como tendo sido medicada. A placa e partes de uma cerca de ferro foram roubadas por vândalos em 1945 e nunca se recuperaram.

### Fogo e colapso
Em 16 de janeiro de 2012, foi relatado um incêndio no topo da árvore do Senador, que queimava de dentro para fora "como uma chaminé". Os bombeiros chegaram para tentar extinguir o incêndio, mas a árvore desabou. Os restos carbonizados da árvore agora têm apenas 6,1 a 7,6 metros de altura.
Em 28 de fevereiro de 2012, a Divisão Florestal da Flórida disse que prendeu Sara Barnes, 26 anos, por causa do incêndio do Senador. Barnes disse que ia regularmente ao local das árvores quando o parque estava fechado. Na noite de 16 de janeiro de 2012, Barnes acendeu um fogo com detritos para que ela pudesse ver a metanfetamina que estava tentando fumar, mas o fogo ficou fora de controle. As autoridades disseram que encontraram imagens do incêndio sendo iniciado no laptop de Barnes e no celular dela. Eles também encontraram metanfetamina de cristal e apetrechos de drogas na cena que pertencia a Barnes.
Em 2014, Barnes foi condenada a 30 meses de prisão, com a sentença suspensa se ela conseguisse completar cinco anos de liberdade condicional. No entanto, em outubro de 2015, Barnes foi presa novamente por outras acusações, violando sua liberdade condicional. Presa em dezembro de 2015, ela foi a julgamento em março de 2016. Em 31 de março de 2016, Barnes foi considerada culpada, sua liberdade condicional foi rescindida e ela foi condenada a prisão por 30 meses, com aproximadamente 10 meses de crédito pelo tempo cumprido anteriormente.

### Pós-incêndio
Algumas pessoas acreditam que a árvore ainda está viva hoje. Eles viram mudas na base da grande árvore. As autoridades também disseram que a árvore foi clonada em determinado momento e estão tentando trazer os clones de volta. Em outubro de 2013, as autoridades do Condado de Seminole permitiram que um pequeno e seleto grupo de artistas e marceneiros criasse obras de arte para o condado a partir dos restos carbonizados do Senador. Os artesãos criaram uma variedade de itens, incluindo vasos, canetas, flautas ornamentadas e esculturas. Alguns dos itens foram disponibilizados para venda em exposições de arte, e as autoridades estão trabalhando para tornar uma exposição permanente e itinerante com alguns dos artefatos.
Em 2 de março de 2014, o Big Tree Park foi reaberto ao público após ser fechado por quase um ano após o incêndio que destruiu o Senador. Foi construído um memorial que inclui sinalização ao longo do calçadão recém-reformado, uma peça de playground que imita um tronco de cipreste careca e um clone do The Senator que foi plantado perto do playground. O nome do clone é "The Phoenix".
Um clone do senador foi localizado e atualmente está crescendo na entrada do Big Tree Park. O clone foi fornecido por Marvin Buchanan, que conseguiu alguns galhos depois que o vento danificou o senador e o clonou em sua fazenda de árvores.

## Árvore Lady Liberty

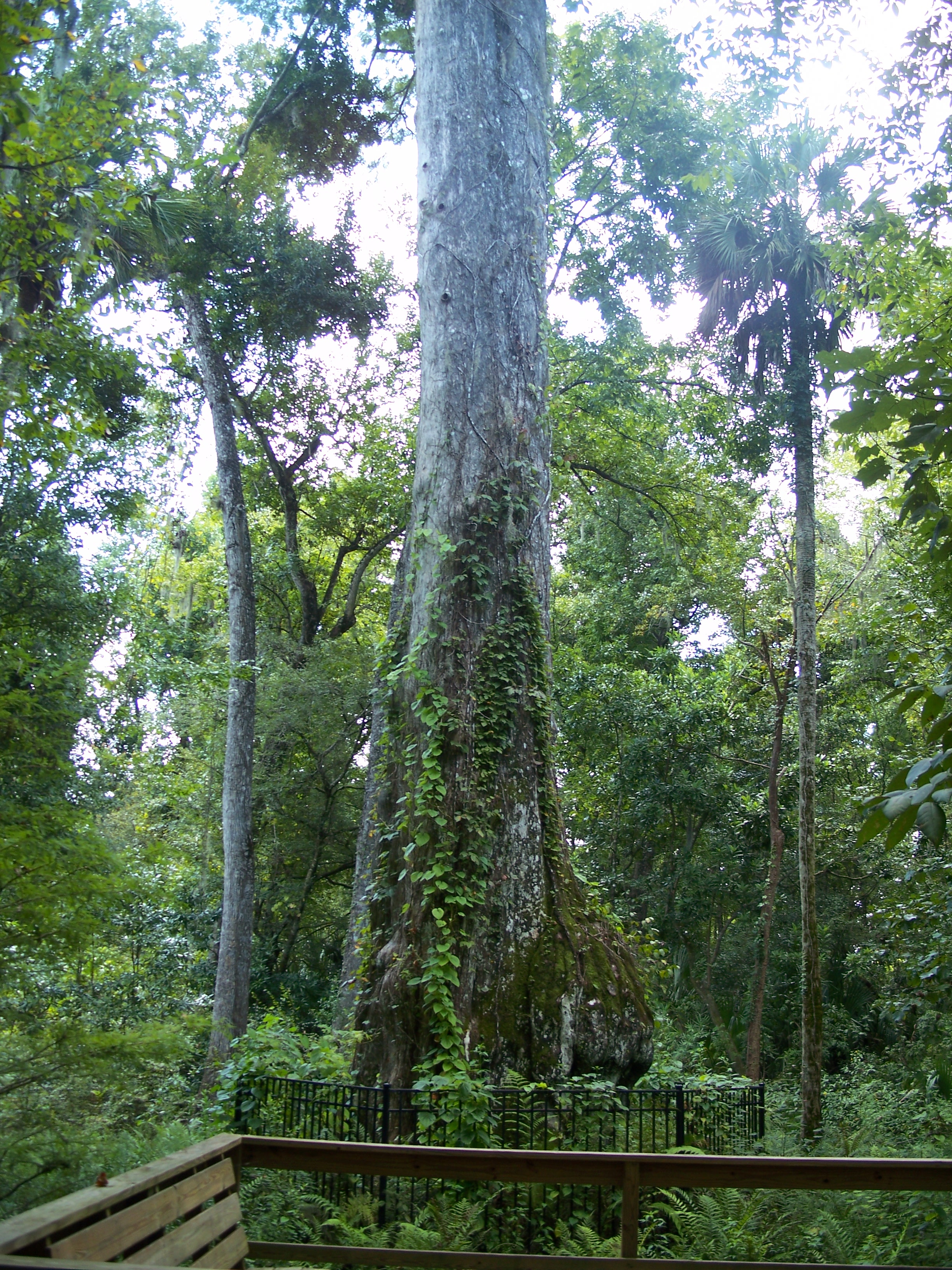
Lady Liberty em 2007.

Localizado 40 pés (12 m) de onde estava o senador, existe outro cipreste antigo no mesmo parque Big Tree, chamado Lady Liberty, que foi nomeada árvore companheira do senador. Possui 89 pés (27 m) de altura e 10 pés (3,0 m)   em diâmetro, e é estimado em 2.000 anos; outra das árvores mais antigas do mundo.